# Theodore Frelinghuysen
Theodore Frelinghuysen (Franklin Township, 1787. március 28. – New Brunswick, 1862. április 12.) az Amerikai Egyesült Államok szenátora (New Jersey, 1829–1835).